# Publi Treboni
Publi Treboni (en llatí Publius Trebonius) va ser un magistrat i polític romà del segle iv aC. Formava part de la gens Trebònia, una gens romana d'origen plebeu.
Era tribú amb potestat consular l'any 379 aC. En parla Diodor de Sicília, però en canvi Titus Livi no l'indica entre els tribuns consulars d'aquell any.